# Діханкайрат
Діханкайра́т (каз. Диқанқайрат) — село у складі Панфіловського району Жетисуської області Казахстану. Входить до складу Чулакайського сільського округу.
У радянські часи село називалось Димитров або Дмитрієвка.
Населення — 1019 осіб (2021; 700 у 2009, 796 у 1999, 586 у 1989).